# 10 from 6
10 from 6 é a primeira coletânea musical da banda Bad Company, lançada em Dezembro de 1985.
| Críticas profissionais                                                      | Críticas profissionais |
| Avaliações da crítica                                                       | Avaliações da crítica  |
| Fonte                                                                       | Avaliação              |
| --------------------------------------------------------------------------- | ---------------------- |
| allmusic                                                                    | [ 1 ]                  |
| Esta tabela precisa de ser acompanhada por texto em prosa. Consulte o guia. |                        |

## Faixas
1. "Can't Get Enough" (do álbum Bad Company)
2. "Feel Like Makin' Love" (do álbum Straight Shooter)
3. "Run with The Pack" (do álbum Run with the Pack)
4. "Shooting Star" (do álbum Straight Shooter)
5. "Movin' On" (do álbum Bad Company)
6. "Bad Company" (do álbum Bad Company)
7. "Rock 'N' Roll Fantasy" (do álbum Desolation Angels)
8. "Electric Land" (do álbum Rough Diamonds)
9. "Ready for Love" (do álbum Bad Company)
10. "Live for the Music" (do álbum Run with the Pack)

## Tabelas
Álbum
| Tabela (1986) | Posição |
| ------------- | ------- |
| Billboard 200 | 137     |